# 麵包超人
《麵包超人》是由日本漫畫家、繪本作家柳瀨嵩所繪製一系列以同名主角「麵包超人」為中心的作品；另有同名動畫、電影、遊戲等各種衍生作品。
麵包超人的原作(故事繪本)在日本書店的分類是以２歲～６歲兒童為主要對象，也可以親子共讀。

## 概要
在一開始時，《麵包超人》是繪本《十二顆珍珠》（十二の真珠）裡的第十則故事，描述擁有圓臉的男人不顧自己的危險，將麵包送給各地飢餓的孩子們。當時的麵包超人是一個普通人類，但是將麵包送給飢餓的人的設定不變。
之後，將真人設定改為超人，創作了能將頭部的麵包分給飢餓者的麵包超人，並推出童話繪本。看似沉重的社會問題及情節，對學齡前兒童來說難以理解，因此當時的編輯部、幼稚園老師等等嚴厲批評。未料推出後，繪本意外受到幼兒們歡迎，造成日本全國幼稚園大量訂購，甚至為了配合幼兒的生活認知習慣，將八頭身的麵包超人改成現在的三頭身。
在日本的關東地區最高的收視率為15.4%『（1989年12月25日）アンパンマンとクリスマスの谷』。因為週邊商品的銷售良好，電視動畫長期播映。2010年以後開始使用全動作動畫（Full Animation）製作。與此同時，2010年4月2日播出的第1029話『クリームパンダとホッチンワニ』『ダテマキマンとおことちゃん』也轉換成為Hi-Vision。
2013年10月，繪本原作家柳瀨老師逝世，日本電視台製作人中谷敏夫當時表示，“老師提出了構想，然後工作人員將它製作成動畫的形式表現出來。老師逝世後，不能再繼續製作動畫了，今後的播映將進入空窗狀態”。第二年2014年，在追憶柳瀨的儀式中“謝謝！恭喜老師您95歲！！”的場合上，其他工作人員說“這個動畫系列將會持續下去不會結束”。此外，在柳瀨老師生前，動畫版播映1000集時接受了採訪，他言及“即使我死了，這部動畫也不會結束，讓它繼續到“永遠”，由他人接手的承諾。
2016年6月30日，福祿貝爾館、TMS·娛樂、日本電視台三家公司將10月3日定節目開始播映的“麵包超人之日”。2017年1月至6月，日本電視台的深夜已經不再播映動畫，因此本作是唯一的日本電視台的30分鐘動畫影集。

## 人氣
本作品在日本的孩童之間有居高不下的人氣，並且有大量的改編作品。作品登場角色非常多，在 2009 年時達 1768 個登場角色，打破了金氏世界紀錄「登場人物最多的動畫系列」。
到 2010 年為止，週邊商品的總銷售達到一兆一千億日圓，在全球超過這個總銷售額的日本著作商品有《精靈寶可夢》與《Hello Kitty》。日本有五處“麵包超人兒童博物館”，收費區域每年合計有超過350萬名遊客。2011 年CharaBizDATA的“角色排行榜100”中排名第 1 名。
到 2018 年截止，繪本作品的發行冊數（東販調查）
- 2002 年初版《アンパンマンをさがせ!ミニ(1)》售出 114 萬册[7]
- 1981 年初版《アンパンマンのサンタクロース》售出 106 萬冊[8]
- 1999 年初版《アンパンマンのあいうえおずかん アンパンマンのたべものあいうえお》售出 98 萬冊[9]
- 2007 年初版《アンパンマンはじめまして ぼく、アンパンマン!》售出 97 萬冊[9]

## 誕生背景
《麵包超人》的誕生背景來自於作者柳瀨嵩的從軍經驗，柳瀨嵩在軍中製作政治宣傳的相關物時，對於「什麼是正義」感到困惑。當時流行文化中的英雄故事，其主角往往具有強大的超能力、先進的武器、高攻擊性必殺技，他們將兇惡的怪獸徹底打倒，並拯救受苦的人。但是、在這樣的戰鬥中經常伴隨大量的建築物損壞、自然生態遭到破壞、環境被污染，而故事卻只是在英雄打倒敵人後就結束。這讓因為戰亂而飽受飢荒之苦的柳瀨嵩體認到「生命中最重要的事是吃」，因此、他創作了麵包超人這麼一個會將食物分給飢餓者的英雄，並以此宣揚「正義就是以食物幫助飢餓的人」的理念。

## 登場角色

### 果醬爺爺家
- 麵包超人（另譯紅豆麵包超人） （配音員：日本→戶田惠子；台灣→姜瑰瑾（卡通頻道）／鄭仁君→錢欣郁→汪世瑋［MOMO親子台］／賀世芳［打倒幽靈船（衛視電影台版本）］）；香港→沈小蘭（亞視本港台）／黃鳳英（無綫兒童台，第1集至第104集）／伍秀霞（無綫兒童台，第105集起、翡翠台、J2）／張彩虹（閃耀吧！庫倫與生命之星）
  - 英文名：Anpanman
  - 日文名：アンパンマン
  - 第一集出現的主角，由生命之星和紅豆麵包結合而成。
  - 經常幫助肚子餓的人（除了細菌人、紅精靈），會把臉分給他們吃，但同時失去力量。
  - 臉上有任何損傷都會失去力量，要果醬爺爺換個新的臉，常由牛奶妹妹為他換，用投擲的方式來換，舊的會被新的撞開，再轉很多個360度就換好臉，同時會說「力量百倍，麵包超人。」
  - 最大的敵人是細菌人
  - 原本是果醬叔叔製作的紅豆麵包，因剛好生命之星墜落在麵包上而誕生。頭部是果醬叔叔製作的紅豆麵包，身體的構造不明。有紅通通臉頰的大圓餅臉及一顆正義的心，為了維護森林正義，甚至不惜犧牲自己的「麵包頭」，雖然被吃了以後就沒力……。不能淋雨，頭一遇到水就會「泡湯」，頭一淋濕或弄髒還有缺一角就會沒力氣打壞人，只好束手就擒，不過只要果醬爺爺趕緊再烤一個新的麵包頭讓他換上，他又會恢復力氣，打倒壞人。每當有人肚子餓或需耍幫助，無論是什麼地方，麵包超人都會飛去幫助他，是所有人的英雄。每次細菌人製造騷動的時候，麵包超人都會用絕招麵包超人拳（又稱「豆沙重拳」）去對付他。
  - 每次失去力量時都會說「麻煩幫我通知果醬爺爺……」

- 果醬爺爺（另譯: 果占叔叔[ATV]／果醬叔叔）（配音員：日本→增岡弘→山寺宏一；台灣→劉傑［卡通頻道］／吳文民［MOMO親子台］／于正昌［打倒幽靈船（衛視電影台版本）］）；香港→周永坤（亞視本港台）／源家祥（無綫兒童台，第1集至第52集）／黃子敬（無綫兒童台，第53集起、翡翠台、J2）
  - 英文名：Uncle Jam
  - 日文名：ジャムおじさん
  - 製作麵包的大師，開了一間麵包工廠，會做很多好吃的麵包，臉上常掛著笑容給人很溫暖的感覺，不斷的散播愛與勇氣，是一位温和、慈祥的人。總是默默的支持著大家，因此麵包世界的人都很喜歡他。他最主要的任務是幫助面包超人「做臉」。曾經製造出「麵包超人號」等等的機械，非常的博學多聞。

- 奶油子妹妹（另譯牛奶妹妹／牛油子[ATV]／奶油妹妹）（配音員：日本→佐久間玲；台灣→林凱羚［卡通頻道］／雷碧文、黃珽筠（劇場版）［MOMO親子台］）；香港→龍寶鈿、黃玉娟（代配）（亞視本港台）／林雅婷（無綫兒童台，第1集至第52集）／張頌欣（無綫兒童台，第53集起、翡翠台、J2）
  - 英文名：Butterko
  - 日文名：バタコさん
  - 果醬爺爺的得力助手，是一個溫柔的女生，總是在麵包工場幫果醬爺爺的忙，是一個開朗的女孩子。除了烹飪和製作甜點外，也非常擅長裁縫。每當麵包超人的斗篷破爛了，還會幫麵包超人修補披風。十分疼愛起司狗，去哪裡總是帶著牠。

- 名犬起司（另譯吉士狗、芝士狗）（配音員：日本→山寺宏一；香港→鄺樹培（無綫兒童台，第1集至第52集）／不明（第53集起）／凌晞（翡翠台、J2）
  - 英文名：Cheese
  - 日文名：名犬チーズ
  - 住在麵包工廠的小狗，小時候被麵包超人救回來，現在幫忙果醬爺爺看家，還有一個可愛的女朋友蕊蕊小姐。與奶油妹妹一樣，有一個長長的花生臉，也因此她們變成好朋友，雖然有時候很冒失，但卻能理解人類的語言，牠的生日是1月31號。曾經以靈敏的嗅覺來幫助麵包超人和他的夥伴。

### 超人
- 吐司麵包超人（另譯方包超人、多士超人、方包大俠）（配音員：日本→島本須美；台灣→陳淑珠［卡通頻道］／吳文民［MOMO親子台］）；香港→黃志明 (亞視本港台）／袁淑珍（無綫兒童台、翡翠台、J2）
  - 英文名：Breadhead man
  - 日文名：しょくぱんまん
  - 住在吐司山，每天負責把新鮮的吐司麵包分送到學校和每一戶人家，還會親切的問候：「大家最近好嗎？」。吐司超人不但腦筋聰明，對人也很和善。他和麵包超人一樣都能在天空中飛翔。由於是最英俊的超人，因此大受女生們的歡迎，奶油妹妹、咪咪老師都和他的感情很好，常惹的小病毒（紅精靈）吃醋，因為小病毒一直深深愛著他，小病毒只要一看到他眼睛馬上就泛起了愛心，有次還瞞著細菌人偷偷把吐司麵包超人放掉。是位溫文儒雅又貼心的同伴。

- 飯糰超人（另譯飯團行者[ATV]）（配音員：日本→京田尚子；台灣→于正昌［卡通頻道］；香港→黃啟昌（無綫兒童台、翡翠台、J2））
  - 日文名：おむすびまん
  - 不斷到訪不同的國家，專職流浪的飯糰，在旅途中與麵包超人結為好友。無法放手不管正在煩惱的人。擅長用酸梅干、胡椒鹽和妙妙棒來攻擊敵人，原來是一個童話繪本中的人氣主角。

- 哈蜜瓜麵包超人（另譯蜜瓜包、蜜瓜包妹妹）（配音員：日本→金井美香；香港→詹健兒（翡翠台、J2））
  - 英文名：Melon girl
  - 日文名：メロンパンナ
  - 有一顆有勇敢又溫柔的心，常給人幸福的感覺，她是用愛之花的花蜜所做成的，是果醬爺爺在夢幻谷采到的，所以身上常散發出甜甜的香氣。她喜歡喝又香又甜的哈密瓜汁，經常義不容辭和麵包超人並肩作戰，可以使出能魅惑任何人的哈密瓜拳是她獨門的絕招。
  - 最喜歡姐姐－螺旋麵包超人，因為不能和姐姐在一起生活，有時會覺得很沮喪。

- 螺旋麵包超人（另譯瑞士卷蒙面超人、餐包妹妹）（配音員：日本→富永美衣奈；台灣→陳淑珠［打倒幽靈船（衛視電影台版本）］：香港→沈小蘭（無綫兒童台、翡翠台、J2）、羅杏芝（J2代配））
  - 英文名：Rolling girl（tingwei）
  - 日文名：ロールパンナ
  - 生日：9月19日
  - 誕生經歷
    - 初登場是在1994年第300集「ロールパンナのひみつ（螺旋麵包超人的秘密）」，是哈蜜瓜麵包超人的姊姊，他們都是果醬叔叔做出來的，原本果醬叔叔是想幫哈蜜瓜麵包超人做一個朋友，但是她說想要一個姐姐，因此螺旋麵包超人雖然是姐姐，但其實出生的較晚。
    - 細菌人在劇場版「打倒幽靈船」提及她在被製作時加入了真心草（まごころ草）的花粉和哈蜜瓜麵包超人的密瓜果汁，希望她能成為一個溫柔、會替他人著想的人，卻被其蜘蛛型探查機器人發現，暗中加入了細菌草(ばいきん草)的汁液到麵糰裡，想利用她打倒麵包超人，導致她擁有代表善的紅心和代表惡的藍心，常常處於矛盾拉鋸中。
    - 一誕生就被細菌人灌輸了「麵包超人是妳的敵人！」這樣的想法，因此只要與麵包超人見面、甚至提到相關的事，藍心都會發光，細菌人也經常以這點加以慫恿。
    - 她的角色歌「ふたつの心（兩顆心）」是描述這種雙重人格心理狀態的名曲。
    - 和哈蜜瓜麵包超人一樣一出生就是現在的樣子，不像麵包超人還有幼兒階段。

  - 平時的性格
    - 平常是一個溫柔、寡言且喜歡花和動物的女孩子，也是哈蜜瓜麵包超人和奶油麵包小弟的好姐姐，但是她因為擁有惡之心（會受麵包超人影響），所以不管妹妹和弟弟怎麼懇求，都不願與他們一起回麵包工廠生活，目前一個人獨自在黑暗谷生活。
    - 登場初期由於對善惡價值觀尚未建立清楚，容易受到他人言語的影響，胸前的兩顆心會交替發光使她非常混亂，但隨著懂的事越來越多，情況趨於穩定，個性變得成熟有姐姐的樣子。
    - 初期受惡之心影響較深個性比較好戰，曾說過「我不會輸給任何人」這樣的話，會找對手進行修練，靠自己習得了螺旋龍捲風。
    - 平時維持在善的狀態，其實內心常常與惡之心對抗。雖然總是與人保持距離，但如果遇到有人遇到困難，會反射性地幫助他人。
    - 因為自己有著善惡兩顆心，總是感到非常地苦惱，但卻意外成為有煩惱的人們談心的好對象。

  - 黑色螺旋麵包超人
    - 當吸收了大量的細菌草或藍色的心發光時（通常是由於細菌人慫恿），會導致善的狀態時的記憶喪失，全身變成黑色的，眼睛則是會從藍色轉成紅色，這狀態被稱為黑色螺旋麵包超人。
    - 其實初期並沒有外觀變化的設定，是為了讓兒童能分辨清楚而增加的。
    - 此時的她性格會變得十分具攻擊性，且會把麵包超人當成敵人，一心一意只想打倒他，如果有人妨礙到她，就算是細菌人也會將其剷除，因此並不會完全聽從細菌人的命令。
    - 平時只要聽到哈蜜瓜麵包超人的聲音或是沾到哈蜜瓜麵包超人的密瓜果汁的話，黑化狀態便可解除。
    - 由於黑化的原動力細菌草持續的時間有限，所以這個狀態並不會一直持續，而當細菌草的影響減弱後，她對麵包超人的敵意也會降低，為了避免這種事，所以細菌人會定期把細菌草的汁液加入她的體內，第一次黑色螺旋麵包超人登場就是因為此緣故。
    - 第1352集「ブラックロールパンナと勇気の花」是她最後一次變身成黑色螺旋麵包超人，在此之後狀況趨於穩定，即使看到麵包超人惡之心也不會有反應。
    - 可能是因為黑化的樣子經常嚇到小朋友，經家長投訴後，才減少出場。

  - 完全的黑色螺旋麵包超人
    - 在第654集「ふたりのロールパンナ（兩個螺旋麵包超人）」及劇場版「打倒幽靈船」裡曾經出現過把紅色的善之心完全抽掉之後，只剩下惡之心的完全的黑色螺旋麵包超人，兩次事件都與陰森森博士有關，第654集裡是將螺旋麵包超人分裂成***分別擁有其中一顆心的兩個人，劇場版中則是將真心草的花粉從螺旋麵包超人的體內完全抽出。
    - 完全黑化後的螺旋麵包超人個性會變得好戰且喜歡破壞，不僅僅是針對麵包超人，而是想將一切破壞，只有在與細菌人互相配合時才會理會其命令，甚至會攻擊自己最親愛的妹妹。
    - 她的戰鬥力非常地高，可以迅速地解決掉咖哩麵包超人和吐司超人，麵包超人也不是她的對手，甚至可以一對三。
    - 在劇場版「浮雲城的秘密」裡的情況較特殊，是由於接受了由大量細菌草轉化而成的細菌光，而黑化成只有一顆藍心的黑色螺旋麵包超人，頭上的文字也從平時的「Ｒ」變成「Ｂ」（象徵BLACK）。

  - 能力
    - 綜合戰鬥能力是可與麵包超人匹敵最強等級的麵包戰士，冷靜沉著地觀察敵人的弱點並速戰速決，是非常可靠的夥伴。
    - 戰鬥方式比起他人較多變化，也比較會思考戰鬥時的策略，像螺旋龍捲風就是她模仿對手的招式之後自己創出來的，也懂得用水對付麵包超人，屬於行動派。
    - 體能十分地優異，即使不使用武器，要空手搏擊也不成問題。
    - 與妹妹的感情非常好，無論妹妹在哪，只要向她呼救，再遠都會立刻趕到，而由於實力強大的關係，往往能扭轉戰局掃蕩敵人，甚至搶走主角的風采。

  - 飛行能力
    - 飛行速度是所有超人中最快的（本篇描述可達到超音速飛行），飛行時的效果音也和其他人不一樣（有時會有類似噴射機的配樂）。
    - 在「炒麵麵包超人與恐怖仙人掌人」裡，為了拯救哈蜜瓜麵包超人，飛行時引起了大量的塵土，地面強烈震動甚至裂開。
    - 飛的姿勢是將雙手擺在身體兩側，而不是像其他人一樣把雙手往前伸。

  - 電擊能力
    - 黑化之後會使用的能力，將對手用彩帶捆綁並進行電擊。
    - 在「ふたりのロールパンナ」中，遭到電擊的人會被石化，麵包超人、咖哩麵包超人及吐司超人曾慘遭毒手，善的狀態下非不得已並不會使用此能力，但為了對付另一個邪惡的自己，在本集曾使用過。
    - 在劇場版「浮雲城的秘密」裡，遭到電擊的人則是會黑化，咖哩麵包超人和吐司超人曾因為中了電擊而黑化，轉而攻擊麵包超人。

  - 相關二三事
    - 雖然和麵包超人一樣是麵包，但卻有疑似是頭髮的捲毛，而且即使淋雨或泡水，臉也不會濕。
    - 作者柳瀨嵩曾表示無論是平常或是黑化的螺旋麵包超人，他都很喜歡。不過由於設定複雜且有點陰暗，經常使人懷疑「這真的是兒童向動畫的角色嗎？」。
    - 誕生時有落雷從煙囪打進了烤爐，引發爆炸後冒出了黑色和白色的煙，仰頭大笑幾聲後，頭也不甩地直接從煙囪飛出去，把前來打招呼的麵包超人打倒後，就隨著細菌人他們回到細菌城，細菌人把她當成同伴還替她辦了歡迎派對。
    - 從來沒有把面罩拿下來過，也沒有吃東西的畫面，但在「ロールパンナとドクダミ夫人」曾喝了ドクダミ夫人(魚腥草夫人)泡的茶，但可惜的是臉刻意轉過去背對觀眾的，因此她的素顏依舊是個謎。
    - 由於形象較中性的緣故，經常被日本網友說是寶塚歌劇團裡的男角。
    - 價值觀尚未建立加上惡之心的影響曾當過一段時間的反派，因此與許多高手交手過。
    - 曾經被飯糰人誤認成男孩子，飯糰人在聽到哈蜜瓜麵包超人叫她姐姐時才恍然大悟。
    - 在舞台劇「ロールパンナは私のお姉ちゃん（螺旋麵包超人是我的姐姐）」裡，可看出其實她對於自己兩顆心的矛盾會感到迷惘。
    - 在劇場版「浮雲城的秘密」裡，吸收了大量的真心草，使得善之心變得強大，展現了較少女的那一面，連蜜瓜超人也很驚訝姐姐變得非常善良溫柔，在遇到細菌人時，甚至說了「我不喜歡戰鬥！」而拒絕參戰。同時，疑似跟該部劇場版的女主角-蘿拉，是互相喜歡，因而讓不少觀眾懷疑其性向。甚至因為兩位女角在片中的互動，所撒的「糖分」過多，幾乎超過一般朋友的範圍，使許多大人覺得這接近百合的劇情並不適合小孩子看。
    - 在劇場版「打倒幽靈船」裡曾與蜜瓜超人撿到的海上的白馬-海兒成為好朋友，只有她和蜜瓜超人能了解海兒心裡的想法。
    - 之後在劇場版「將雙手舉向太陽」裡被敵人打進海裡而被白馬拯救，於是騎著白馬重新加入戰鬥，在繪本中也常有騎馬登場的畫面。
    - 在劇場版「彩虹金字塔」中代替被變成金字塔的果醬爺爺和奶油妹妹幫麵包超人烤臉及補披風。
    - 在「炒麵麵包超人與恐怖仙人掌」裡，與恐怖仙人掌戰鬥時惡之心和他產生共鳴，因此發現其實恐怖仙人掌亦是被細菌人陷害，即時阻止炒麵麵包超人的攻擊，之後用蜜瓜超人的密瓜果汁解除了恐怖仙人掌的黑化。

- 咖喱麵包超人（另譯咖喱超人、咖喱包超人、咖喱戰士[ATV]）（配音員：日本→柳澤三千代；台灣→林佑俽［卡通頻道］／龍顯蕙［MOMO親子台］）；香港→陸頌愚（亞視本港台）／林丹鳳（無綫兒童台、翡翠台、J2）
  - 英文名：Mustard man
  - 日文名：カレーパンマン
  - 頭部是咖哩麵包，喜愛可愛的女孩子，雖然有點沒耐性、有時也很易發怒，但卻是麵包超人可靠的同伴。又叫咖喱包，常說：「我是又辣又好吃的咖喱超人」。個性開朗活潑，喜愛營造快樂的氣氛，最厲害的武器是吐出一堆熱咖哩攻擊，與吐司超人常會相互較勁。
  - 在眾多超人中是最難看,樣子看起來笨笨的,不受女生歡迎。

- 奶油麵包小弟（另譯忌廉包熊貓）（配音員：日本→長澤美樹；台灣→龍顯蕙［MOMO親子台］；香港→林元春、何璐怡（J2代配））
  - 英文名：Cream panda
  - 日文名：クリームパンダ
  - 來自卡士達國並非果醬爺爺製作而成，是蜜瓜超人的小弟弟，也稱呼螺旋麵包超人為姐姐，有兩個黑不隆咚的黑眼圈。是一個愛惡作劇且非常有元氣的小男孩，他的工作是配送果醬叔叔作的麵包，但是飛行能力還有待加強。崇拜著麵包超人、非常有活力的男孩子。雖然總是全力以赴，但無法跟麵包超人一樣把事情處理得妥善。絕招是剪刀石頭布拳。
  - 在眾多麵包超人中是最弱的一個

- 嬰兒超人（另譯BB超人）（配音員：日本→千原江理子→天野由梨→千原江理子；香港→何璐怡（無綫兒童台、翡翠台、J2）／凌晞、陳皓宜（翡翠台、J2代配））
  - 英文名：Meanspiders
  - 日文名：あかちゃんまん
  - 眾多超人中唯一的人類，看起來軟弱其實內心是很堅強的，還曾經英勇的解救面包超人，很愛跟細菌人鬥嘴，時常想起小時候媽媽哄著她睡的情景。
  - 雖然是小小的嬰兒，但力氣卻非常大。每當眼睏和肚子餓的時候都會大哭起來。最喜歡喝牛奶，所以跟牛奶小子的感情很好。

- 炸虾饭超人（另譯炸蝦飯人）（配音員：日本→坂本千夏；香港→黎桂芳（無綫兒童台，第1集至第52集）／張裕東（翡翠台、J2）、曹啟謙（J2代配）
  - 英文名：Tendonman
  - 日文名：てんどんまん
  - 最喜欢大声唱歌，还筹组了一个三重唱团体（另两个分别是猪排饭超人、什锦锅超人），平常很少出场的炸虾饭，也是面包超人好朋友。（是最先出現的其他人物）

- 洋蔥超人（配音員：日本→大塚明夫；香港→馮錦堂（翡翠台、J2））
  - 英文名：Naganegiman
  - 日文名：ナガネギマン

- 炒麵麵包超人（配音員：日本→小杉十郎太；香港→周倚天（翡翠台、J2））
  - 英文名：Yakisobaman
  - 日文名：やきそばパンマン

### 反派
- 細菌人（另譯：細菌小子［ATV］）（配音員：日本→中尾隆聖；台灣→劉傑［卡通頻道］／曹冀魯［MOMO親子台前期］、孫誠［MOMO親子台後期＆打倒幽靈船（衛視電影台版本）］）；香港→陳永信（亞視本港台、無綫兒童台、翡翠台、J2）、陳卓智（翡翠台接替休假的陳永信代配第1222集至第1236集）、麥錦生
  - 英文名：Baikinman
  - 日文名：ばいきんまん
  - 口頭禪：Ha Hi Hu He Ho(笑聲)(日文五十音其中一列「は行」)
  - 為了打倒麵包超人，遠道從細菌星乘紫色幽浮而來地球。喜歡可愛的女生及好吃的東西；最討厭乾淨且不喜歡洗澡。常常製造一些奇特的東西，並想用它來做壞事，但往往無法得逞都會失敗，是麵包超人的頭號敵人。雖然自認為是天才科學家，但一直都只會做出奇怪的工具。每次看到美食都會將它搶來吃。最討厭漂亮、乾淨的東西。不能洗手和洗澡，會被殺死。第一人稱是「本大爺」。有一個好伙伴叫紅精靈，平時要求他做的事他都會服從，滿足她的要求。
  - 在極少數情況下，他會得到好下場，例如第1195集「吐司超人與燉菜阿姨」。
  - 每次被麵包超人打飛時都會說

- 紅棈靈（另譯小病毒、小紅莓）（配音員：日本→鶴弘美[10]、佐久間玲[11]、富永美衣奈[12]；台灣→胡文沅［卡通頻道］／龍顯蕙［MOMO親子台］）；香港→吳小藝、曾秀清（代配）（亞視）／曾佩儀（TVB，至第1211集）→曾秀清（TVB，第1212集起）／李蔓宜（閃耀吧！庫倫與生命之星）
  - 一直暗戀吐司超人；雖然幾乎每次對他表白都失敗，但實際上她已經與吐司超人的關係不斷美好，只是吐司超人不知道紅精靈正在暗戀自己。她有時為了吐司超人的安全而對細菌人攻擊。
  - 英文名：Dokinchan
  - 日文名：ドキンちゃん
  - 跟細菌人一起居住。
  - 是一個驕縱又可愛的小女生，特地乘着紅色宇宙飛船，遠從細菌星球，前來支持他的伙伴細菌人。認為自己是世界上最可愛的女孩子，任性嬌縱，總是為難細菌人，但也有溫柔的一面。細菌人很關愛這個好朋友且對她百依百順，跟細菌人不同在於頭上是一根天線且基本顏色以紅色為主。
- 細菌仙人
  - 日文名：ばいきんせんに
  - 目的是訓練細菌人，很疼愛藍精靈和小病毒，似乎對麵包超人等人沒有敵意。
- 骷髏人（配音員：日本→肝付兼太[13]、矢尾一樹[14]；台灣→吳文民［MOMO親子台］／于正昌［打倒幽靈船（衛視電影台版本）］；香港→李致林）
  - 英文名：Horrorman
  - 日文名：ホラーマン
  - 平常都住在細菌城的山洞裡，偷偷愛慕著紅精靈，並願意隨時任她差遣，個性呆呆笨笨的，很容易被騙，是細菌人同甘共苦的夥伴。因為身體是零散的骨頭構成，所以受到攻擊時身體就會散掉。
  - 雖然外表看上去好像很可怕，但只要被人稱讚兩句就會沾沾自喜飛上天。拜過許多人為師，但沒怎樣進步。利用胸前的骨頭使出回力飛標攻擊是他的絕招。很喜歡小病毒。

- 霉菌人
  - 英文名：Kabi
  - 日文名：かびるんるん
  - 细菌人的手下。叫聲是黴菌。因為是黴菌所以對水源很敏感。

- 藍精靈（另譯小精靈、小藍莓）（配音員：日本→平野綾；香港→何璐怡、葉曉欣（翡翠台、J2代配））
  - 英文名：Kokinchan
  - 日文名：コキンちゃん
  - 紅精靈的妹妹，個性和姊姊一樣任性嬌縱。最會假哭，流出藍色的眼淚，如果被他的眼淚滴到會不由自主的跟著哭起來。
  - 曾經跟紅精靈爭奪吐司麵包超人。
  - 嚴格來說她不算是反派，因為她跟其他角色的關係不錯，而且沒有做過壞事。

### 其他反派
- 黑暗人（配音員：香港→葉振聲→李錦綸）
  - 被他用手圍成一環的入口套住了便會進入了黑暗世界。
- 黑暗女王（配音員：香港→雷碧娜→謝潔貞）
  - 住在幽暗的山谷中，非常討厭光，擁有人石化的能力，但只要一照到光石化就會解除。
- 冰雪女王（另譯冰之女王）（配音員：日本→小原乃梨子→吉田理保子→高島雅羅；香港→林芷筠→沈小蘭）
  - 弱點是陽光，能把任何物件凍結，還能將它們變成寶石。
- 冰鬼（配音員：日本→花輪英司→鈴木琢磨；香港→陳卓智）
  - 日文名：こおりおに
  - 住在雪洞裡，全身由冰製成的惡魔，受熱後會縮小，手裡拿著三叉戟，如果他生氣了，他會吹冷風或從嘴裡吹出的冰塊來攻擊。
- 黑玫瑰女王（配音員：日本→小原乃梨子→平野文；香港→朱妙蘭→謝潔貞）
  - 日文名：黒バラ女王
  - 從一個水晶球裡走出來的恐怖女王，有又長又強的藤，討厭甜品的味道，被她的藤圍着時會變黑，還有，她的黑玫瑰棒也可以導致東西變黑。
- 冰狼
  - 冰雪女王的大臣，經常用來把人抓住然後讓冰雪女王將他們化為寶石。
- 化石魔王（配音員：日本→大友龍三郎；香港→李凱傑→麥皓豐→張裕東）
  - 被他噴過的東西都會變成化石，也有令已經變成化石的動物復活的能力，長期被麵包超人困在空間狹小的壺內所以畏光，所以對他有很大的仇恨。
- 感冒病毒（另譯感冒妖怪）（配音員：日本→鄉里大輔→銀河万丈；香港→陳耀楠）
  - 日文名：かぜこんこん
  - 全身灰色，看起來有點像大象，有時只會說「感冒，病毒」，有時能正常地說話，被他的鼻子吹過冷風後的人就會著涼，但後期他吹出的冷風還會把任何東西被凍結。
- 砂男（配音員：香港→盧國權)
  - 住在西方小鎮的沙漠裡，他的笛子的魔力可以導致沙塵暴或流沙，有時會誤會其他人在沙漠破壞。
- 雪鬼（另譯大雪妖）（配音員：日本→加藤治→二又一成；香港→朱子聰）
  - 住在雪中的怪物，怕熱，但融化後會再生。跟冰鬼、感冒病毒和冰雪女王一樣，會噴出冷風並把東西凍結，唯一跟冰雪女王等等的巨大反派不同的是雪鬼沒有被細菌人用來攻擊市鎮，出現次數也比其他巨大反派少很多。
- 彩虹怪物
  - 日文名：にじおばけ
  - 由細菌人製作的彩虹，因此而誕生，喜歡把東西變髒，接觸到大量的水份就會被消滅。
- 泥水人
  - 日文名：どろみずまん
  - 住在泥裡的怪物，討厭乾淨的水，看到的話就會把它們弄污。

### 其他
這裡的登場人物以日文五十音順序排列。
- 鐵火飯人

- 玩具天使（配音員：日本→西原久美子→茅野愛衣；香港→鄭麗麗）
  - 日文名：おもちゃ天使
  - 住在玩具天國裡面的玩具城的天使。

- 秋葵妹妹（配音員：日本→水谷優子→金月真美（2016年水谷優子因病過世後）；香港→羅孔柔→何晶晶）
  - 日文名：おくらちゃん
  - 喜歡種很多蔬菜，喜歡叫它們蔬菜先生，多愁善感，每次給人蔬菜的時候都會哭着跟蔬菜們道別。
- 古琴妹妹（配音員：日本→天野由梨→笹井千惠子；香港→何寶珊→成瑤孆）
  - 日文名：おことちゃん

- 咖啡河童（配音員：日本→松井菜櫻子；香港→成瑤孆）
  - 日文名：カッパチーノ

- 豬排飯人（配音員：日本→三矢雄二；香港→李凱傑）
  - 英文名：Katudonman
  - 日文名：カツドンマン

- 紙杯蛋糕妹妹（配音員：日本→早見沙織；香港→梁少霞）
  - 日文名：カップケーキちゃん

- 辣椒子（配音員：日本→岩男潤子；香港→魏惠娥）
  - 日文名：カラコちゃん

- 什錦鍋人（配音員：日本→山寺宏一；香港→劉奕希、陳耀楠（代配））
  - 英文名：Kamamesiman
  - 日文名：かまめしどん

- 風小子（配音員：日本→一龍齋貞友；香港→胡家豪）
  - 日文名：かぜこぞう

- 小飯糰人（配音員：日本→林原惠；香港→黃玉娟）
  - 日文名：こむすびまん
  - 因為崇拜飯團人而成為他的弟子，雖然還只個半吊子，但正在努力修行中。

- 相反人（配音員：日本→三矢雄二、山寺宏一（電影版）；堀內賢雄、田中真弓、柳澤美千代（電視版）→長）
  - 日文名：さかさまん
  - 凡是想表達事情的時候都會倒著說話的蜘蛛。因為從後面伸出蜘蛛絲吊掛在空中的關係，所以其生活和看到的視野都是上下相反的。

- 泡芙公主（配音員：日本→日高範子→原榮里子；香港→陳皓宜）
  - 日文名：シュークリーム姫

- 小糖漿（配音員：日本→豐島雅美→里郁美；香港→羅杏芝→何寶珊）
  - 日文名：シロップちゃん

- 薯仔伯伯（配音員：日本→松山鷹志；香港→朱子聰）
  - 日文名：ジャガじいさん

- 白瀧公主（配音員：日本→折笠富美子→夏樹リオ→高橋美佳子→折笠富美子、島本須美（代配）；香港→凌晞→梁少霞→黃昕瑜）
  - 日文名：しらたき姫

- 白玉小姐（配音員：日本→伊倉一惠；香港→黃昕瑜）
  - 日文名：しらたまさん

- 白蕪菁仔（配音員：日本→富永美衣奈→渕崎有里子；香港→何寶珊）
  - 日文名：しろかぶくん

- 白玫瑰女王（配音員：日本→伊瀨茉莉也）
  - 日文名：しろばらじょおう
  - 新登場人物。為了收集人們的微笑而出外旅行的女王。平常是一朵玫瑰花的樣子，從跟包覆黑玫瑰女王的玻璃球相似的物體中出來時現出形體。性格溫柔親人，小病毒曾經形容她有著可愛且奇幻的樣子，只是身形很小而已。

- 四方鬼（配音員：日本→千田光男；香港→馮志輝）
  - 日文名：しかくおに

- 焗盅麻呂先生（配音員：日本→鈴木勝美；香港→黃啟昌）
  - 日文名：ちゃわんむしまろ

- 小象（配音員：日本→坂本千夏；香港→林丹鳳）
  - 日文名：ちびぞうくん

- 小卷（配音員：日本→榊原良子→勝生真沙子；香港→陳皓宜）
  - 英文名：Tekkanomaki
  - 日文名：てっかのマキちゃん

- 鐵火小卷妹妹（配音員：日本→沖佳苗；香港→羅杏芝→黃昕瑜）
  - 日文名：てっかのコマキちゃん

- 蜂鬥菜仔（配音員：日本→三石琴乃、川上倫子（代配）；香港→劉惠雲→廖杏茵）
  - 日文名：にんにくこぞう

- 蒜頭大師（配音員：日本→村松康雄→山寺宏一→藤本譲→鈴木琢磨（2019年藤本譲因病過世後）；香港→陳曙光→譚炳文→葉振聲）
  - 日文名：にんにく和尚

- 蒜頭小子（配音員：日本→江森浩子；香港→陸惠玲）
  - 日文名：にんにくこぞう

- 霧幕狗（配音員：日本→渕崎有里子、佐藤智惠（代配）；香港→黃玉娟）
  - 日文名：けむりいぬ

- 埴輪仔（配音員：日本→伊瀬茉莉也；香港→沈小蘭→陳皓宜）
  - 日文名：はにわくん

- 牙膏人（配音員：日本→鹽澤兼人→阪口大助（2000年鹽澤兼人意外過世後）；香港→周良鴻→張方正（翡翠台、J2））
  - 日文名：ハミガキマン
  - 手上有一支大牙刷，常教別人刷牙(一刷便治好了蛀牙)

- 漢堡包小子（配音員：日本→三矢雄二；香港→林元春）
  - 日文名：ハンバーガーキッド

- 睡衣人（配音員：日本→潘惠子→川澄綾子→潘惠子；香港→何寶珊）
  - 日文名：パジャマン

- 慌張仔（配音員：日本→七緒春日；香港→羅杏芝→羅孔柔）
  - 日文名：ビクビクちゃん

- 細蔥仔（配音員：日本→藤村歩、佐久間玲（代配）、川澄綾子（代配）；香港→雷碧娜）
  - 日文名：コネギくん

- 蝴蝶蘭小姐（配音員：日本→日野由利加；香港→吳羨婷）
  - 日文名：コチョウランさん

- 春菊先生（配音員：日本→津久井教生→鈴木琢磨、鈴木千尋（代配）；香港→鍾見麟→陳卓智）
  - 日文名：春菊さん

- 核桃妹妹（配音員：日本→長澤美樹→山田美穗→遠藤綾；香港→羅孔柔）
  - 日文名：クルミちゃん

- 牛角包星王（配音員：日本→島香裕→上田敏也；香港→朱子聰）
  - 日文名：クロワッサン王

- 牛角包公主（配音員：日本→三田友子→谷口和花子→大東亞紀→中島沙樹→牧口真幸→越川詩織；香港→林元春）
  - 日文名：クロワッサン姫

- 牛角包王子（配音員：日本→朴璐美→長澤美樹；香港→張方正）
  - 日文名：クロワッサン王子

- 蒲公英妹妹（配音員：日本→白鳥由里→平野綾；香港→羅孔柔）
  - 日文名：タンポポちゃん

- 毛巾仔（配音員：日本→半場友惠；香港→劉惠雲→黃瑩瑩→劉惠雲）
  - 日文名：タオルくん

- 伊達卷仔（配音員：日本→內田直哉；香港→張裕東）
  - 日文名：ダテマキマン

- 小甜甜圈（配音員：日本→松本梨香；香港→廖杏茵）
  - 日文名：ベビードーナツ

- 火車頭人（配音員：日本→富山敬→西村朋紘（1995年富山敬因病過世後）；香港→麥皓豐）
  - 日文名：SLマン（エスエルマン）

- 熱香餅人（配音員：日本→速見圭→城雅子；香港→黃淑芬→鄭麗麗）
  - 日文名：ホットケーキマン

- 飛碟三文治妹妹（配音員：日本→國府田麻理子；香港→凌晞）
  - 日文名：ホットサンドちゃん

- 呠呠妹妹（配音員：日本→淺川悠→工藤晴香；香港→何寶珊）
  - 日文名：ポッポちゃん

火車寶寶，只能說「呠呠」，但剛出現時能說其他話，小病毒很喜歡跟她玩。
- 小泡芙（配音員：日本→三田友子；香港→雷碧娜→何璐怡）
  - 日文名：エクレアさん

- 陶笛公主（配音員：日本→潘惠子→篠原惠美→坂本真綾；香港→黃昕瑜）
  - 日文名：オカリナ姫

- 科學怪機（配音員：日本→TARAKO；香港→李震權）
  - 日文名：フランケンロボくん

- 鐵殻小子（配音員：日本→悠木碧；香港→葉曉欣）
  - 日文名：ブリキッド

- 小布甸（配音員：日本→稀代櫻子、原榮里子（代配）；香港→陳皓宜）
  - 日文名：プリンちゃん

- 燈塔人（配音員：日本→目黒裕一→辻谷耕史→島香裕→堀之紀；香港→葉振聲）
  - 日文名：とうだいまん

- 櫻餅姐姐（配音員：日本→鈴鹿千春→土井美加；香港→黃昕瑜）
  - 日文名：さくらちゃん

- 銀杏仔（配音員：日本→大本真基子（A）、根谷美智子（B）、越川詩織（C）；香港→雷碧娜（A）、黃麗芳（B）、蔡惠萍（C））
  - 日文名：ぎんなんぼうや

- 沙拉公主（配音員：日本→澤城美雪；香港→陳皓宜）
  - 日文名：サラダ姫

- 咪咪老師和學校的小朋友們（配音員：香港→沈小蘭、劉惠雲、吳羨婷（J2代配）（咪咪老師））
  - 英文名：Mime and Children
  - 日文名：みみせんせいとがっこうのなかまたち

- 豆餡龍,小豆餡龍（配音員：日本→手塚千春→芝原千彌子（小豆餡龍）；香港→古明華→陳灝瑋（豆餡龍）、鄭麗麗（小豆餡龍））
  - 不會說話,只會叫豆餡

- 黑板人
  - 他能把畫在身上的東西實體化，但用粉刷一刷就沒了

- 鑄鐵星
  - 這一個位於太空的一個星球，專門把廢鐵回收再重製有用的東西給地球的人用。

- 瑪格麗特花公主（配音員：日本→根谷美智子；香港→廖杏茵）
  - 日文名：マーガレット姫

- 麝香葡萄公主（配音員：香港→曾秀清）
  - 日文名：マスカット姫

- 甘栗公主（配音員：日本→神田和佳→有島モユ→悠木碧；香港→鄭麗麗）
  - 日文名：マロン姫

- 孫魔女（配音員：日本→本多知惠子→川澄綾子（2013年本多知惠子因病過世後）；香港→陳皓宜）
  - 日文名：マゴマジョ

- 湖姫（配音員：日本→川村萬梨阿；香港→劉惠雲）
  - 日文名：みずうみ姫

- 柚子公主（配音員：日本→吉田小南美；香港→成瑤孆）
  - 日文名：ゆず姫

- 柚子爺爺（配音員：日本→松尾銀三→山寺宏一→中村大樹；香港→林國雄）
  - 日文名：ゆずじいや

- 蛋公主（配音員：日本→南杏子→長澤美樹→原榮里子→佐久間玲→長澤美樹；香港→黃昕瑜）
  - 日文名：ゆでたまごちゃん

- 拉麵天使（配音員：日本→莊真由美→潘惠子、中村ひろみ（電影版）、佐久間玲（代配）；台灣→黃珽筠［MOMO親子台］；香港→林元春)
  - 英文名：Ramen-angel/Ramen-tenshi
  - 日文名：ラーメンエンジェル / らーめんてんし
  - 身高矮小，是位小孩，穿著中式服裝和天使翅膀，交通工具為飛天拉麵碗。

- 榴槤女王（配音員：日本→江原正士；台灣→龍顯蕙［MOMO親子台］；香港→雷碧娜）
  - 因細菌人強逼拉麵天使煮拉麵時，剛好被榴槤女王遇見，榴槤女王於是立刻出手相救。拉麵天使為了感謝榴槤女王救命之恩，便請榴槤女王吃拉麵。

- 薄荷妹妹（配音員：日本→國府田麻理子；香港→陳皓宜）
  - 日文名：ミントちゃん

- 卷心蛋糕妹妹（配音員：日本→神田朱未；香港→陳皓宜）
  - 日文名：ロールケーキちゃん

- 亂暴仔（配音員：日本→真山亞子；香港→何寶珊）
  - 日文名：らんぼうや

- Doremi公主（配音員：日本→川澄綾子；香港→陳皓宜）
  - 日文名：ドレミ姫

- 魚腥草夫人（配音員：日本→片岡富枝；香港→黃玉娟）
  - 日文名：ドクダミ夫人

- 冰柱妹妹（配音員：日本→本多知惠子→荒川美奈子（2013年本多知惠子因病過世後）；香港→林元春）
  - 日文名：つららちゃん

- 饅魚飯人（配音員：日本→江原正士；香港→李致林→雷霆）
  - 日文名：うなどんまん

- 神燈巨人（配音員：日本→内海賢二→石井康嗣（2013年内海賢二因病過世後）；香港→蕭徽勇→劉奕希→蕭徽勇）
  - 日文名：まほうのランプのきょじん

- 鱒魚壽司人（配音員：日本→田中真弓；香港→黃玉娟）
  - 日文名：ますずしまん

- 拿玻里意粉包妹妹（配音員：日本→宮本佳那子；香港→曾秀清）
  - 日文名：ナポリタンロールちゃん

- 小潛水艇（配音員：日本→永澤菜教；香港→詹健兒）
  - 日文名：チビマリン

- 苦瓜人（配音員：日本→大塚明夫；香港→陳欣、黃啟昌（代配））
  - 日文名：ニガウリマン

獨自在街上遊走，拿着一把吉他。
- 魚子飯妹妹（配音員：日本→横山智佐；香港→羅孔柔）
  - 日文名：いくらどんちゃん

- 稻荷壽司之尊（配音員：日本→大塚明夫；香港→蕭徽勇）
  - 日文名：いなりずしのみこと

### 在電影出現的角色
- 黑色大魔王
  - 困在罐子裡，在《將雙手舉向太陽》出現過，不知為何看起來會跟化石魔王很像。
- 妖精琳琳
- 黑鼻子

## 故事舞台
麵包超人的故事舞台位於日本，但並不是真正的日本。麵包超人的故事舞台通稱麵包超人世界。

## 動畫
1979年3月13日，本作動畫版首度在NHK綜合頻道春假特別節目「春休」的第二回播出（旁白由中村メイ子擔任）。並於1979年7月、1980年4月、1981年3月、1982年7月再度放送。
在那之後，由日本電視台於1988年10月3日起播出至今，動畫由東京電影（現併入TMS Entertainment）製作，標題名稱叫《麵包超人》（直譯為《去吧！麵包超人》）。
2008年紀念播出20週年（與同樣在日本電視網播出、動畫同樣由TMS製作的系列作品中，僅次於魯邦三世系列（魯邦三世動畫則是從1971年開始播出），2009年8月29日迎接播出達成第1000集。
香港方面，亞洲電視本港台於1991年起播出1-104集，唯隨後沒有再訂購之後集數。而TVB兒童台於2006年為亞視購買的集數重新配音，隨後在2013年起於翡翠台及J2播出1029集起的集數，播出日期大約與日本首播相隔4-5年。值得一提，陳永信擔任的細菌人，是唯一一位過檔無綫電視，仍沒有更換配音員的角色（該角一度由陳卓智代配）；另一邊廂，曾佩儀於2020年1月約滿離職，改由曾經於本港台時代代配紅精靈的曾秀清擔任此角；伍秀霞於2021年6月離職，而麵包超人角色下任配音員仍然未定，其中或盛傳劉惠雲接任。
據2020年4月，由於COVID-19在世界各地延燒包含日本，錄音被擱置了，日本從2020年5月8日開始重播本作之前的話數，直到2020年8月7日復播。

## 製作人員

### 主要製作人員
- 企劃[注 2]：武井英彥→（1995年至2008年為止）→（不在）→奧田誠治（日语：奥田誠治 (映画プロデューサー)）→奧田誠治、藤本鈴子→藤本鈴子→（2009年至2011年為止）→（不在）→菅沼直樹→奧田誠治→船越雅史（日语：船越雅史）→井上健→多昌博志（日语：多昌博志）→篠宮浩司（日语：篠宮浩司）
- 原作：柳瀨嵩（やなせたかし）
- 連載：、學習幼稚園（日语：小学館の学年別学習雑誌）、
- 總製作人：（不在）→藤本鈴子（2013年5月31日為止）→ （不在）
- 製作人
  - 日本電視台：伊藤響→中谷敏夫（日语：中谷敏夫）→山下洋→小野利惠子→俣野尚郎→中谷敏夫、笠原陽介→中谷敏夫→中谷敏夫、岩佐直樹→中谷敏夫、桐本篤
  - 東京電影新社／旭一（キョクイチ）／TMS：柳內一彥→尾崎穩通、柳內一彥→柳內一彥、久保雄輔→久保雄輔→岩崎和義
- 擔當製作人：（不在）→久保雄輔→岩崎和義→（不在）
- 音樂：今泉隆雄（日语：いずみたく）→今泉隆雄[注 3]、近藤浩章
- 人物設定：山田道代（日语：山田みちしろ）→前田實[注 4]、山田道代[注 5]
- 總作畫監督：前田實
- 美術指導：橫山幸博→橫山幸博、池上綠→石垣努
- 美術設定：橫山幸博
- 攝影監督：金井弘→川田敏寬
- 音效指導：鈴木清司（日语：鈴木清司）
- 錄音指導：山田悅司（日语：山田悦司）→山田知明（日语：山田知明）[注 6]、山田悅司[注 7]
- 片頭CG：Triogy→P·R·O→QREAZY
- 文藝擔當：小野田博之→小野田博之、飯澤洋子→上田菜保子
- 製作擔當：松本真→小澤十光→溝上猛→橋本浩二→泉岳男→久保雄輔→岩崎和義→竹元將泰→松田拓也
- 剪輯：高橋和子→鶴淵允壽→鶴淵和子→鶴淵允壽、鶴淵和子
- 助理製作人（一時期）：松本真→大石祐道
- 助理導演：矢野博之（1996年至2000年為止）
- 總導演（初期）→導演：永丘昭典（一時期曾由矢野博之、篠原俊哉擔任）
- 企劃製作：日本電視台
- 製作：東京電影新社→旭一東京電影→TMS Entertainment[注 8]

### 副製作人員
- 編劇：米村正二、藤田伸三、友永コリエ、青木由香、神沢ミホ、佐多賢人
- 作画監督：星名靖男、菖蒲隆彦、笠原彰、鈴木寿美、阿部司、伊東絵美、南雲公明、徳田悦郎、日置正志、阿部純子
- 人物設定[注 9]：星名靖男、川越淳（一時期）
- 美術指導補[注 9]：光元博行、小山田有希
- 色彩設計[注 9]：小林照美→原田幸子→金井
- 特殊効果：林好美
- 數位攝影：TMS Photo(T.D.F.)大坪聡、中谷修、安田猛、春原幸子、西山裕子、久保剛成、吉田雅紀・（LIGHT FOOT）河合有紀子、熊井裕士、牧野真人、長野慎一郎、満尾一機、高橋直人、田代恵理、小野剛、大西博
- 音響效果：糸川幸良（宮田音響→GROUP AND I）
- 録音技術：大城久典→柴田信弘→大城久典→柴田信弘→大城久典→山本寿
- 錄音：[注 10]
- 音響制作台（2014年 - ）：土屋枝穂
- 音楽監製（2013年 - ）：山田慎也→平川智司→高谷楓
- OPENING・ENDING ANIMATION：前田實
- 影片編輯：コヤケタカフミ、トムス・フォト(T.D.B.)倉田しおり、堀場みどり、小須田一樹
- 編輯（ - 2018年）：鶴渕編集室
- 制作編輯部：財前祐子→佐藤由紀→島田享子→小林三紀子→進藤友博→進藤友博・中谷諭史→進藤友博（2010年 - 2018年9月）→田村有里（2018年10月 - ）
- 文芸進行：逆井裕一→上田菜保子→鈴木美玲→鈴木美玲・米山昂→米山昂
- 設定制作：石山勝一
- 制作進行：坂井広樹（2008年10月3日放送分 - ）、廣田桂祐（2015年9月4日放送分 - ）、柳澤旺秀（2016年7月1日 - ）、小塚郁（2017年4月7日放送分 - ）、吉府和大（2017年10月27日放送分 - ）、上原達矢（2017年12月1日放送分 - ）
- 制作進行・制作協力：澤田恭介(The Answer Studio)、渡邊亮（LIDENFILMS）、平松達也（FOR LIFE RECORDS）、田中麻紀子（Magic Bus）、山本清（マル画ファクトリー）、長田雄太郎（Gab Studio）、沢江進一郎(office DCI)
- 動畫製作：（工作人員表未記載）→東京電影→TMS/3×CUBE

### 節目的變遷

#### 日本
| 日本電視台 星期一 17:00－17:30 節目                  | 日本電視台 星期一 17:00－17:30 節目                         | 日本電視台 星期一 17:00－17:30 節目 |
| ---------------------------------------------------- | ----------------------------------------------------------- | ----------------------------------- |
|                                                      | 麵包超人 第1－348話 （1988年10月3日－1995年9月25日）        |                                     |
| 第22－47話                                           | 惡女（重播）                                                |                                     |
| 日本電視台 星期一 17時30分－18時00分 節目            |                                                             |                                     |
| 魯邦三世（重播）                                     | 麵包超人 第349話－第397話 （1995年10月2日－1996年9月23日）  | NEWS PLUS 1                         |
| 日本電視台 星期五 17時00分－17時30分 節目            |                                                             |                                     |
| YAWARA！（重播）                                     | 麵包超人 第398話－第584話 （1996年10月4日－2000年9月29日）  | NEWS PLUS 1                         |
| 日本電視台 星期五 16時00分－16時30分 節目            |                                                             |                                     |
| 外科醫生·有森冴子II（重播）                          | 麵包超人 第585話－第605話 （2000年10月13日－2001年3月30日） | 雷波少年（重播）                    |
| 日本電視台 星期五 16時30分－17時00分 節目            |                                                             |                                     |
|                                                      | 麵包超人 第606話－第1166話 （2001年4月6日－2013年3月29日）  | 麵包超人 第1167話－第1304話         |
| 日本電視台 星期五 16時20分－16時50分 節目            |                                                             |                                     |
| ！麵包超人 第606話－第1166話                         | 麵包超人 第1167話－第1304話 （2013年4月5日－2016年3月25日） | news every.                         |
| 日本電視台 星期五 10時55分－11時25分 節目            |                                                             |                                     |
| PON！                                                | 麵包超人 第1305話－ （2016年4月1日－）                      | —                                   |
| 琉球放送 星期日 5時45分－6時15分 節目                |                                                             |                                     |
| 麵包超人 (5:30 - 6:00) （2022年10月－2023年9月24日） | 麵包超人 （2023年10月1日－）                                | —                                   |

#### 香港
| 亞洲電視本港台 星期一至五 | 亞洲電視本港台 星期一至五           | 亞洲電視本港台 星期一至五 |
| ------------------------- | ----------------------------------- | ------------------------- |
|                           | 麵包超人 （1991年7月17日－8月23日） |                           |
| 待查                      | 待查                                |                           |

| J2 星期一至五 17時55分－18時25分 節目 8月9日暫停播映 | J2 星期一至五 17時55分－18時25分 節目 8月9日暫停播映   | J2 星期一至五 17時55分－18時25分 節目 8月9日暫停播映 |
| ---------------------------------------------------- | ------------------------------------------------------ | ---------------------------------------------------- |
|                                                      | 麵包超人 （第1029－1080集） （2013年7月5日－9月17日）  |                                                      |
| 櫻桃小丸子 （第589－640集）                          | 忍者小靈精                                             |                                                      |
| J2 星期一至五 17時55分－18時25分 節目                |                                                        |                                                      |
| IQ博士 第2輯                                         | 麵包超人 （第1081－1132集） （2014年8月5日－10月15日） | 多啦A夢 水田版，第3輯 重播                           |

| 翡翠台 星期一至五 16時20分－16時50分 節目 9月7日起 16時15分－16時45分                                                                   | 翡翠台 星期一至五 16時20分－16時50分 節目 9月7日起 16時15分－16時45分 | 翡翠台 星期一至五 16時20分－16時50分 節目 9月7日起 16時15分－16時45分      |
| --- | --- | -------------------------------------------------------------------------- |
| | 麵包超人 （第1029－1080集） （2015年7月27日－10月6日） |                                                                            |
| 櫻桃小丸子 （第563－588集） | 大頭公主愛作戰 |                                                                            |
| 翡翠台 星期一至五 10時00分－10時30分 節目 7月14日、8月17日及19日暫停播映 8月2日臨時節目調動暫停播映 8月22日 10時05分－10時30分          | |                                                                            |
| 薛丁山征西 重播 | 麵包超人 （第1081－1110集、第1112－1121集） （2016年7月5日－9月2日） | 西遊記（貳） 重播                                                          |
| 翡翠台 星期日 17時00分－17時30分 節目                                                                                                   | |                                                                            |
| 新我們這一家 | 麵包超人 （第1111、1122－1132集） （2016年12月25日－2017年3月12日） | 毛起來幸福站 （第8集－第13集）                                             |
| 翡翠台 星期六 17:00－17:30 節目 9月23日臨時節目調動暫停播映                                                                             | |                                                                            |
| 波比3兄弟 | 麵包超人 （第1133－1184集） （2017年9月30日－2018年9月22日） | 甜甜私房貓                                                                 |
| 翡翠台 星期一至五 16:15－16:50節目 9月12日、16日、20日、23日、27日、30日、10月2日、4日、8日、11日、14日、16日、18日、21日及28日暫停播映 | |                                                                            |
| 超速變形 （第1－28集） 重播警方記者會 （2019年8月5日－9月10日）                                                                         | 麵包超人 （第1140、1142、1144－1146集、第1149－1151集、第1154、1156、1158、1160－1161集、第1164、1166、1169－1172集、第1174－1176集） 重播 （2019年9月11日－10月31日）                | 警方記者會 （2019年11月11日－11月2?日）小農夫拉比 重播                     |
| 翡翠台 星期六 17:30－17:55、星期日 17:30－18:00 節目 2020年4月12日暫停播映 2020年4月18日起 星期六、日17:30－18:00                       | |                                                                            |
| 櫻桃小丸子 （第2輯，第745－795、836集）                                                                                                 | 麵包超人 （第1185－1236集） （2019年11月3日－2020年5月3日） | 星期六 2020郭富城鼓舞·動起來Online Concert星期日 多啦A夢 重播，水田版第6輯 |
| 翡翠台 星期一至五 16:15－16:50 節目 5月28日臨時節目調動暫停播映                                                                         | |                                                                            |
| 百變小櫻Clear咭 重播 | 麵包超人 （第1133－1139集、第1141、1143、1147－1148集、第1152－1153集、第1155、1157、1159、1162－1163集、第1165、1167－1168集、第1173、1177－1184集） 重播 （2020年5月15日－6月26日） | 甜甜私房貓 重播                                                            |
| 香港 翡翠台 星期一至五 15:45－16:15 節目 · 7月26日－8月6日因直播東京奧運賽事而暫停播映                                                  | |                                                                            |
| 紙箱戰機 重播 | 麵包超人 重播，第1185－1236集 （2021年6月17日－9月10日） | 閃電十一人 阿瑞斯的天秤 重播                                               |
| 香港 Hands Up Channel 每日 08:40－09:10 節目                                                                                            | |                                                                            |
| 幸福爆發！光之美少女 | 麵包超人 第1185－1236集 （2022年1月7日－2月27日） | 超時空歷史漫遊                                                             |
| 香港 翡翠台 星期日 09:30－10:00 節目 | |                                                                            |
| 魔進戰隊 | 麵包超人 重播，第1185－1196集 （2022年3月13日－5月29日） | 機界戰隊                                                                   |
| 香港 Hands Up Channel 每日 08:35－09:05 節目                                                                                            | |                                                                            |
| 多啦A夢 | 麵包超人 第1185－1236集 （2022年8月26日－10月16日） | 小書痴的下剋上：為了成為圖書管理員不擇手段！                               |

#### 台灣
| MOMO親子台 星期一至五 20時00分－20時30分 | MOMO親子台 星期一至五 20時00分－20時30分 | MOMO親子台 星期一至五 20時00分－20時30分 |
| ---------------------------------------- | ---------------------------------------- | ---------------------------------------- |
|                                          | 麵包超人 （2014年12月12日－）            |                                          |
| —                                        | —                                        |                                          |

## 動畫電影
|      |               | 主編電影                 | 主編電影               | 主編電影                 | 副編電影 | 副編電影       | 副編電影     | 副編電影                                        |
| 順序 | 日本首映日期  | 中文譯名                 | 中文譯名               | 日文標題                 | 中文譯名 | 中文譯名       | 中文譯名     | 日文標題                                        |
| 順序 | 日本首映日期  | 台灣                     | 香港                   | 日文標題                 | 台灣     | 香港           | 中國大陸     | 日文標題                                        |
| ---- | ------------- | ------------------------ | ---------------------- | ------------------------ | -------- | -------------- | ------------ | ----------------------------------------------- |
| 1    | 1989年3月11日 | 亮晶晶星的眼淚           | 閃爍的眼淚             |                          |          |                |              | おねがい!サミアどん、ロボタン                   |
| 2    | 1990年7月14日 | 細菌人大反攻             | 細菌人反擊戰           |                          |          | 飯糰浪人       |              | おむすびまん                                    |
| 3    | 1991年7月20日 | 飛呀！飛呀！小小龍       | BB龍歷險記             |                          |          | 毒菌的刺激日曆 |              | ドキンちゃんのドキドキカレンダー                |
| 4    | 1992年3月14日 | 積木城的秘密             | 磚頭堡之謎             |                          |          |                |              | アンパンマンとゆかいな仲間たち                  |
| 5    | 1993年7月17日 | 恐龍諾西歷險記           | 恐龍村大冒險           |                          |          |                |              | かいけつゾロリ（1993年版）                      |
| 6    | 1994年7月16日 | 莉莉卡與魔幻魔法學校     | 女巫學校歷險記         |                          |          |                |              | みんな集まれ! アンパンマンワールド              |
| 7    | 1995年7月29日 | 打倒幽靈船!!             | 打敗幽靈船             |                          |          |                |              | アンパンマンとハッピーおたんじょう日            |
| 8    | 1996年7月13日 | 飛行繪本與玻璃鞋         | 故事書與玻璃鞋         |                          |          | 細菌三人組     | 細菌人三人組 | ばいきんまんと3ばいパンチ                       |
| 9    | 1997年7月26日 | 彩虹金字塔               |                        |                          |          |                |              | ぼくらはヒーロー                                |
| 10   | 1998年7月25日 | 將雙手舉向太陽           |                        |                          |          |                |              | アンパンマンとおかしな仲間                      |
| 11   | 1999年7月24日 | 當勇氣之花朵綻放時       |                        |                          |          |                |              | アンパンマンとたのしい仲間たち                  |
| 12   | 2000年7月29日 | 人魚公主的眼淚           |                        |                          |          |                |              | やきそばパンマンとブラックサボテンマン          |
| 13   | 2001年7月14日 | 垃圾獸之星               |                        |                          |          |                |              | 怪傑ナガネギマンとやきそばパンマン              |
| 14   | 2002年7月13日 | 螺旋與夢拉浮雲城的秘密   |                        |                          |          |                |              | 鉄火のマキちゃんと金のかまめしどん              |
| 15   | 2003年7月12日 | 紅寶的願望               |                        |                          |          |                |              | 怪傑ナガネギマンとドレミ姫                      |
| 16   | 2004年7月17日 | 夢貓王國的喵咪           |                        |                          |          |                |              | つきことしらたま 〜ときめきダンシング〜         |
| 17   | 2005年7月16日 | 哈比的大冒險             |                        | ハピーの大冒険           |          |                |              | くろゆき姫とモテモテばいきんまん                |
| 18   | 2006年7月15日 | 生命之星朵莉             |                        |                          |          |                |              | コキンちゃんとあおいなみだ                      |
| 19   | 2007年7月14日 | 玻露的泡泡球             |                        |                          |          |                |              | ホラーマンとホラ・ホラコ                        |
| 20   | 2008年7月12日 | 妖精琳琳的秘密           |                        |                          |          |                |              | ヒヤヒヤヒヤリコとばぶ・ばぶばいきんまん        |
| 21   | 2009年7月4日  | 達旦旦和雙子星           |                        |                          |          |                |              | ばいきんまん vs バイキンマン!?                  |
| 22   | 2010年7月19日 | 黑鼻子與魔法之歌         |                        |                          |          |                |              | はしれ! わくわくアンパンマングランプリ          |
| 23   | 2011年7月2日  | 可可林與奇蹟之星大救援！ |                        |                          |          |                |              | うたって てあそび! アンパンマンともりのたから   |
| 24   | 2012年7月7日  | 復活吧香蕉島             |                        |                          |          |                |              | リズムでてあそび アンパンマンとふしぎなパラソル |
| 短篇 | 2012年12月1日 |                          |                        | アンパンマンが生まれた日 |          |                |              | ハルのふえ、ロボくんとことり                    |
| 25   | 2013年7月6日  | 跳躍吧！希望的手绢       |                        |                          |          |                |              | みんなでてあそび アンパンマンといたずらオバケ   |
| 26   | 2014年7月5日  | 蘋果小子和大家的願望     |                        |                          |          |                |              | たのしくてあそび ママになったコキンちゃん!?     |
| 27   | 2015年7月4日  | 咪嘉和魔法神燈           |                        |                          |          |                |              | リズムでうたおう! アンパンマン夏まつり          |
| 28   | 2016年7月2日  | 玩具之星的南達與倫妲     | 玩具之星的南達與倫妲   |                          | 無       | 無             | 無           | 無                                              |
| 29   | 2017年7月1日  | 布魯布魯的尋寶大冒險！   |                        |                          | 無       | 無             | 無           | 無                                              |
| 30   | 2018年6月30日 | 閃耀吧！庫倫與生命之星   | 閃耀吧！庫倫與生命之星 |                          | 無       | 無             | 無           | 無                                              |
| 31   | 2019年6月28日 | 閃爍吧！冰之國的香草公主 |                        |                          | 無       | 無             | 無           | 無                                              |
| 32   | 2021年6月25日 | 軟綿綿與雲之國           | 軟綿綿與雲之國         |                          | 無       | 無             | 無           | 無                                              |
| 33   | 2022年6月24日 | 多洛林與妖怪嘉年華       | 多洛林與妖怪嘉年華     |                          | 無       | 無             | 無           | 無                                              |
| 34   | 2023年6月30日 | 樂波莉與暖呼呼禮物       | 露寶莉與窩心的禮物     |                          | 無       | 無             | 無           | 無                                              |
| 35   | 2024年6月28日 | 細菌人與繪本的露露       | 細菌人與圖畫書的路倫   |                          |          |                |              |                                                 |
| 36   | 2025年6月27日 | 小水滴的英雄！           |                        |                          |          |                |              |                                                 |

## 歌曲

### 主題曲
- 《麵包超人進行曲》（アンパンマンのマーチ）

作詞：柳瀨嵩，作曲：三木剛（三木たかし），編曲：大谷和夫，演唱：Dreaming

### 片尾曲
- 《勇氣凜凜》（勇気りんりん）

作詞：やなせたかし 作曲：三木たかし 編曲：大谷和夫 歌：ドリーミング
- 《聖誕節之谷》（クリスマスの谷）

作詞：やなせたかし 作曲：いずみたく 編曲：近藤浩章 歌：ドリーミング
- 《麵包超人體操》（アンパンマンたいそう）

作詞：やなせたかし、魚住勉 作・編曲：馬飼野康二 歌：CHA-CHA
- 《麵包超人體操 Dreaming Version》（アンパンマンたいそう ドリーミングバージョン）

作詞：やなせたかし、魚住勉 作曲：馬飼野康二 編曲：近藤浩章 歌：ドリーミング
- 《サンサンたいそう》

作詞：やなせたかし 作曲：近藤浩章 歌：サルサガムテープ＆ドリーミング
- 《虹をつくる歌》

作詞：やなせたかし 作曲：チープ広石 歌：レインボー福澤とスタタン隊（福澤朗、魚住りえ、ドリーミング）
- 《ドレミファアンパンマン》

作詞：やなせたかし 作曲：TUKASA編曲：TUKASA&陶山准 歌：ドリーミング

### 其它人物的角色歌
- 《いくぞ! ばいきんまん》

作詞：やなせたかし　作曲：いずみたく　編曲：近藤浩章　歌：ばいきんまん（中尾隆聖）
- 《私はドキンちゃん》

作詞：やなせたかし　作曲：いずみたく　編曲：近藤浩章　歌：ドリーミング
- 《カレンなカレンダーガール》

作詞：やなせたかし　作曲・編曲：馬飼野康二　歌：ドリーミング
- 《ホラーマンメチャクチャチャ》

作詞：やなせたかし　作曲：いずみたく、近藤浩章　編曲：近藤浩章　歌：ホラーマン（肝付兼太）、　コーラス：ドリーミング
- 《生きてるパンをつくろう》

作詞：やなせたかし　作曲：いずみたく　編曲：近藤浩章　歌：ジャムおじさん（増岡弘）、バタコ（佐久間レイ）
- 《パンナのパンチ》

作詞：やなせたかし　作曲：高橋ひろ　編曲：近藤浩章　歌：メロンパンナ（かないみか）
- 《ふたつの心》

作詞：やなせたかし　作曲：本島一彌　編曲：近藤浩章　歌：ロールパンナ（冨永みーな）
- 《おなじみしょくぱんまん》

作詞：やなせたかし　作曲：いずみたく　編曲：近藤浩章　歌：しょくぱんまん（島本須美）、　コーラス：ドリーミング
- 《とべ! カレーパンマン》

作詞：やなせたかし　作曲：いずみたく　編曲：近藤浩章　歌：ドリーミング
- 《ぼくはクリームパンダ》

作詞：やなせたかし　作曲：千沢仁　編曲：近藤浩章　歌：クリームパンダ（長澤美樹）
- 《こむすびまん元気旅》

作詞：やなせたかし　作曲：いずみたく　編曲：近藤浩章　歌：こむすびまん（林原惠）
- 《走れ! SLマン》

作詞：やなせたかし　作曲：丸山武彥　編曲：近藤浩章　歌：ドリーミング
- 《夕日にむかって》

作詞：やなせたかし　作曲：いずみたく　編曲：熊谷實康　歌：南果步、しょくぱんまん（島本須美）
- 《やきそばパンマン流れ旅》

作詞：やなせたかし　作曲・編曲：近藤浩章　歌：やきそばパンマン（小杉十郎太）
- 《てんどんまん自慢歌》

作詞：やなせたかし　作曲：いずみたく　編曲：近藤浩章　歌：てんどんまん（阪本千夏）
- 《DO YOU KNOWカツドン?》

作詞：やなせたかし　作曲：いずみたく　編曲：近藤浩章　歌：カツドンマン（三ツ矢雄二）
- 《山育ちかまめしどん》

作詞：やなせたかし　作曲：いずみたく　編曲：近藤浩章　歌：かまめしどん（山寺宏一）
- 《ルンルンおむすび仁義》

作詞：やなせたかし　作曲：いずみたく　編曲：近藤浩章　歌：おむすびまん（柳志乃）
- 《ナガネギフラメンコ》

作詞：やなせたかし　作曲・編曲：近藤浩章　歌：ナガネギマン（大冢明夫）、コーラス：フレーベル少年合唱団
- 《勇気のルンダ》

作詞：やなせたかし　作曲・編曲：近藤浩章　歌：アンパンマン（戶田惠子）、コーラス：アンパンマンキッズ
- 《ハヒフヘばいきんまん》

歌：ばいきんまん（中尾隆聖）、鶴ひろみ（ドキンちゃん）、平野綾（コキンちゃん）
- 《バイキントリオ3ばいパンチ》

歌：ばいきんまん（中尾隆聖）、あかきんまん（?）、あおきんまん（?）
- 《ハ行で笑うばいきんまん》

歌：ばいきんまん（中尾隆聖）
- 《天下無敵のズダダンダン》

歌：ばいきんまん（中尾隆聖）
- 《悪いはすてき》

歌：ばいきんまん（中尾隆聖）

## 主題樂園
在日本共有五個主題樂園及一座紀念館，分別位於：
- 宮城縣仙台市宮城野區
- 神奈川縣橫濱市西區
- 三重縣桑名市
- 兵庫縣神戶市中央區
- 福岡縣福岡市博多區
- 香美市立柳瀨嵩紀念館

## 各種紀錄
- 繪本銷量超過5000萬部。(2006年)
- 2009年6月24日，本作刷新「登場人物最多的動畫系列」的金氏世界紀錄，當時的紀錄為1768個角色，現在已經超過此數量。

## 註解

### 資料來源
1. 1 2 3  . 原始内容存档于2009年8月26日 （日语）.
2. ↑  . （原始内容存档于2021-05-13） （日语）.
3. ↑   (PDF). （原始内容存档 (PDF)于2020-05-10） （日语）.
4. ↑  『それいけ！アンパンマン』 登場キャラクター数世界No.1 でギネス認定 （页面存档备份，存于）,トムス・エンタテインメント,2009年7月16日
5. ↑  .   [2019-09-03]. （原始内容存档于2020-05-10） （日语）.
6. ↑  . livedoorニュース. Business Media 誠. 2012-08-14  [2012-09-05]. （原始内容存档于2012-08-17） （日语）.
7. ↑  企画：トーハン『ミリオンぶっく 2018年版』、p.13。
8. ↑  企画：トーハン『ミリオンぶっく 2018年版』、p.42。
9. 1 2  企画：トーハン『ミリオンぶっく 2018年版』、p.45。
10. ↑  初代鶴弘美已於2017年11月16日因病過世。
11. ↑  2017年聖誕特別節目代配
12. ↑  二代現任，同時兼配螺旋麵包超人
13. ↑  初代，肝付兼太已於2016年10月20日因病過世。
14. ↑  二代現任
15. 1 2  曼迪傳播代理的中文譯名。
16. ↑  11月1日因為插播警方記者會而暫停播映
17. ↑  直播李克強總理記者會

## 外部連結
- 麵包超人電視動畫官方網站 （页面存档备份，存于） （日語）
- 麵包超人官方動畫會社官網 （页面存档备份，存于） （日語）
- 麵包超人台灣官方網站 （日語）
- 互联网电影数据库（IMDb）上《麵包超人》的资料（英文）